# ترکیب خطی

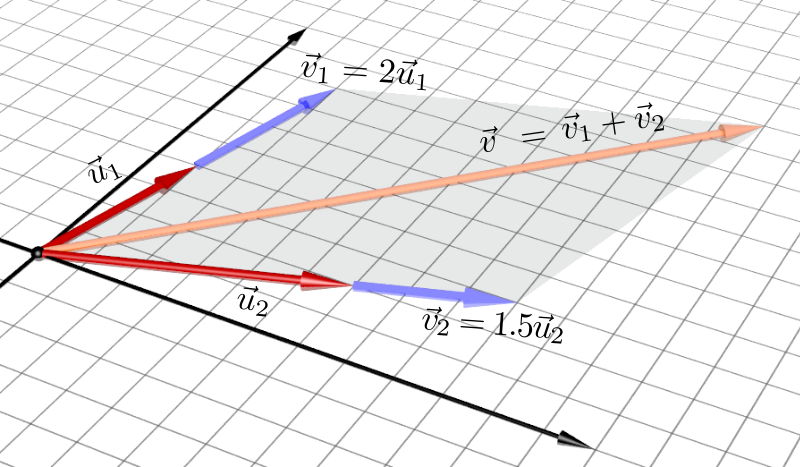
' ترکیب خطی بردارهای ' و ' است:'

در ریاضیات، و به ویژه در جبر خطی، ترکیب خطی چند بردار یا چند تابع، حاصل جمع جبری مضرب‌هایی از آن بردارها یا توابع است.

## تعریف
فرض کنید {\displaystyle F} یک میدان و {\displaystyle V} یک فضای برداری روی {\displaystyle F} باشد. مطابق معمول اعضای {\displaystyle F} را اسکالر و اعضای {\displaystyle V} را بردار می‌خوانیم. حال اگر {\displaystyle a_{i}}ها اسکالر و {\displaystyle v_{i}}ها بردار باشند، عبارت زیر را یک ترکیب خطی از {\displaystyle v_{i}}ها می‌خوانیم:
{\displaystyle a_{1}v_{1}+a_{2}v_{2}+a_{3}v_{3}+\cdots +a_{n}v_{n}\,}

## پانوشته‌ها
1. ↑  به وسیلهٔ تعمیم، توابع پیوستهٔ (آنالوگ) ریاضی را همچون بردارهایی با تعداد بی‌نهایت مؤلفه، و مکان‌های آن توابع را به صورت فضاهای برداری با ابعاد بی‌نهایت در نظر می‌گیریم